# Leoš Škoda
Leoš Škoda (* 1. května 1953, Liberec) je bývalý československý lyžař, skokan na lyžích. Po skončení aktivní kariéry působil jako sportovní funkcionář.

## Lyžařská kariéra
Na XI. ZOH v Sapporu 1972 skončil ve skoku na velkém můstku na 26. místě. Na XIII. ZOH v Lake Placid 1980 skončil ve skoku na středním můstku na 22. místě a na velkém můstku na 21. místě. Na Mistrovství světa v klasickém lyžování 1974 ve Falunu skončil ve skoku na lyžích na středním můstku na 11. místě a na velkém můstku na 7. místě. Na Mistrovství světa v klasickém lyžování 1978 v Lahti skončil ve skoku na lyžích na středním můstku na 17. místě a na velkém můstku také na 17. místě.